# Robert Coover

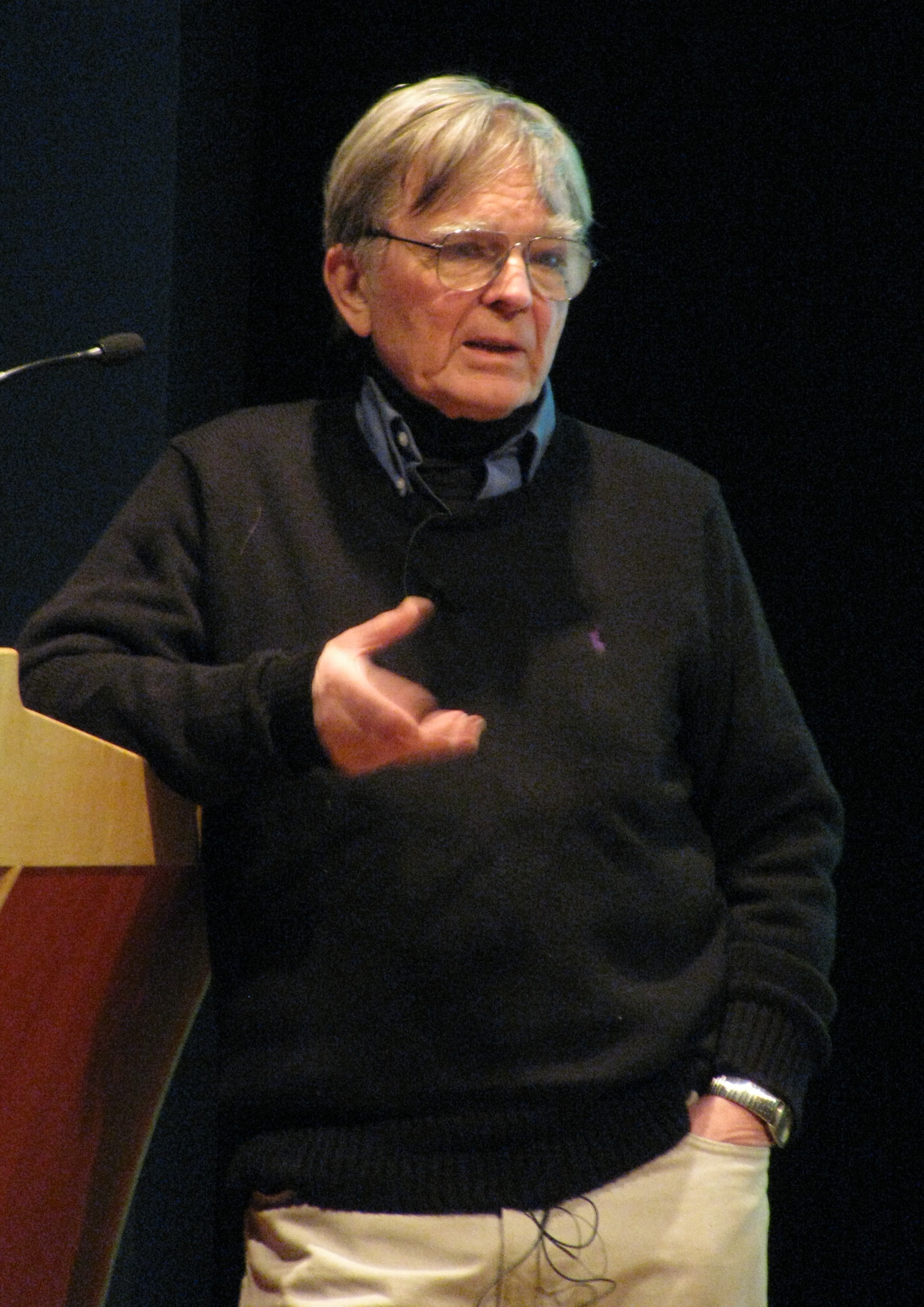
Robert Coover (2009)

Robert Coover (* 4. Februar 1932 in Charles City, Iowa; † 5. Oktober 2024) war ein amerikanischer Schriftsteller.

## Leben
Er studierte an der Southern Illinois University in Carbondale und der Indiana University, ging dann zur Marine und machte schließlich 1965 einen Abschluss an der University of Chicago. Nach dem Militärdienst und weiteren Studien an der University of Chicago arbeitete er neben seiner schriftstellerischen Tätigkeit an verschiedenen Universitäten und  Colleges als Lehrer für „creative writing“.
Als Vertreter des Postmodernismus verwendete er in seinen experimentellen Werken häufig das Prinzip der Montage, durchzog seine Romane mit Werbeslogans, Leuchtschriften und Schlagzeilen und erweiterte so die narrativen Möglichkeiten des Romans. Er gilt neben Thomas Pynchon, William Gass, Donald Barthelme und John Barth als bedeutendster Vertreter der amerikanischen literarischen Avantgarde.
Im Gegensatz zu diesen avantgardistischen oder experimentellen Schriftstellern war Coover weniger um eine theoretische Fundierung seines literarischen Schaffens bemüht, obwohl er seine Werke oder Fiktionen durchaus nach abstrakten Vorstellungen konstruierte.
Bereits sein erster Roman The Origin of the Brunists (1966) folgt dem für einen Großteil seiner Fiktionen charakteristischen Schema, demzufolge seine Figuren oder Charaktere Systeme konstruieren, um mit deren Hilfe einen Sinn bzw. eine Bedeutung in ihrer Wirklichkeit zu finden, die sie dann jedoch als von sich losgelöst oder unabhängig begreifen. Dabei vergessen die Figuren in Coovers Fiktionen, dass sie selber diese Realität, aus der sie sie lösen wollen, entworfen haben.
In seinem als „realistisch“ eingestuften Erstlingsroman thematisiert Coover die Entstehung religiösen Eifers und dessen Ausbreitung von einer kleinen Gemeinde von Bergarbeitern auf das gesamte Land. Nachdem er als einziger ein Grubenunglück überlebt hat, gründet Giovanni Bruno in West Pennsylvania die Sekte der Brunists, um den Menschen in Anbetracht der ausweglosen Situation eine neue Sinndimension zu eröffnen.
Als wichtigster Roman Coovers gilt der von der Kritik als Skandalerfolg betrachtete Rosenbergroman Die öffentliche Verbrennung (The Public Burning, 1977), der die bereits von Doctorow wenige Jahre zuvor  in Das Buch Daniel (The Book of Daniel, 1971) thematisierte fragwürdige Verurteilung der vermeintlichen Atomspione Ethel und Julius Rosenberg aufgreift und die Vorgänge um sie herum aus der Perspektive des damaligen Vizepräsidenten Richard Nixon erzählt. Im Zusammenhang mit der Verwicklung Nixons als amerikanischer Präsident in den Vietnam-Krieg und die Watergate-Affäre der 70er Jahre ist dieser postmoderne Roman Coovers zugleich auch ein „eminent politischer Text“.
Coover gehörte zu den Gründungsmitgliedern der Electronic Literature Organization, die die Entwicklung von Literatur in digitalen Medien fördert.
Er lebte in Providence, Rhode Island und unterrichtete dort an der Brown University. Robert Coover war mit der spanischen Stickkünstlerin Pilar Sans Coover verheiratet, mit der er drei Kinder hatte,  und verbrachte einen großen Teil des Jahres in Europa.
Er war Mitglied der American Academy of Arts and Sciences und seit 1987 der American Academy of Arts and Letters.

## Werke
- 1966 The Origin of Brunists (Roman)
  - Von den Anfängen der Brunisten, dt. von Gerd Burger, Rowohlt, Reinbek bei Hamburg 1996. ISBN 3-499-13003-3
- 1968 The Universal Baseball Association, Inc., J. Henry Waugh, Prop. (Roman)
- 1969 Pricksongs and Descants (Erzählungen)
  - Schräge Töne, dt. von Gerd Burger; Rowohlt, Reinbek bei Hamburg 1994. ISBN 3-499-13020-3
- 1969 The Magic Poker (Erzählung)
- 1972 A Theological Position (Bühnenstücke)
- 1977 The Public Burning (Roman)
  - Die öffentliche Verbrennung, dt. von einer Arbeitsgruppe; Luchterhand, Neuwied, Darmstadt 1983. ISBN 3-472-86460-5
- 1982 Spanking the Maid (Roman)
  - Spiel mit der Magd, dt. von Bruni Röhm und Gerd Burger, Rowohlt, Reinbek bei Hamburg 1991. ISBN 3-499-12886-1
- 1983 In Bed One Night & Other Brief Encounters (Erzählungen)
- 1986 Gerald's Party (Roman)
  - Geralds Party, dt. von Karin Graf, Rowohlt, Reinbek bei Hamburg 1992. ISBN 3-499-13047-5
- 1987 Whatever Happened to Gloomy Gus of the Chicago Bears? (Roman)
- 1987 A Night at the Movies, Or, You Must Remember This (Erzählungen)
  - Casablanca, Spätvorstellung, dt. von Karin Graf, Rowohlt, Reinbek bei Hamburg 1990. ISBN 3-498-00883-8
- 1991 Pinocchio in Venice (Roman)
  - Pinocchio in Venedig, dt. von Gerd Burger und Karin Graf, Rowohlt, Reinbek bei Hamburg 1994. ISBN 3-498-00894-3
- 1992 The End of Books (Essay)
- 1996 Briar Rose (Roman)
  - Die Schöne Schlafende: Dornröschens Geschichten, dt. von Gerd Burger Rowohlt, Reinbek bei Hamburg 1999. ISBN 3-499-22344-9
- 1996 John's Wife (Roman)
  - Johns Frau, dt. von Gerd Burger, Rowohlt, Reinbek bei Hamburg 1999. ISBN 3-498-00912-5
- 1998 Ghost Town (Roman)
  - Geisterstadt, dt. von Dirk van Gunsteren, Rowohlt, Reinbek bei Hamburg 2002. ISBN 3-498-00919-2
- 2002 The Adventures of Lucky Pierre – Director's Cut (Roman)
- 2002 The Grand Hotels (of Joseph Cornell) (Erzählungen)
- 2004 Stepmother (Roman)
- 2005 A Child Again (Roman)
- 2010 Noir (Roman)
- 2021 Street Cop (Illustrationen Art Spiegelman)
  - Street Cop. Übersetzung Clemens Meyer. S. Fischer, 2023

## Sekundärliteratur
- Richard Andersen: Robert Coover. Twayne Publishers, Boston 1981.
- Jackson I. Cope: Robert Coover's Fictions. Johns Hopkins University Press,  Baltimore 1986.
- Franz Link: Robert Coover, geb.1932. In: Franz Link: Amerikanische Erzähler seit 1950 · Themen · Inhalte · Formen. Schöningh, Paderborn 1993, ISBN 3-506-70822-8, S. 397–406.